# Mengálvio
Mengálvio Pedro Figueiró (Laguna, Brasil, 17 de diciembre de 1939), más conocido como Mengálvio, es un exjugador y exentrenador de fútbol brasileño. En su etapa como jugador profesional se desempeñaba como centrocampista.

## Selección nacional
Fue internacional con la selección de fútbol de Brasil en 14 ocasiones y convirtió un gol. Formó parte de la selección campeona de la Copa del Mundo de 1962, pese a no haber jugado ningún partido durante el torneo.

### Participaciones en Copas del Mundo
| Mundial                        | Sede  | Resultado | Partidos | Goles |
| ------------------------------ | ----- | --------- | -------- | ----- |
| Copa Mundial de Fútbol de 1962 | Chile | Campeón   | 0        | 0     |

## Clubes

### Como jugador
| Equipo      | País     | Año       |
| ----------- | -------- | --------- |
| Aimoré      | Brasil   | 1957-1959 |
| Santos      | Brasil   | 1960-1967 |
| Grêmio      | Brasil   | 1968      |
| Santos      | Brasil   | 1969      |
| Millonarios | Colombia | 1969      |

### Como entrenador
| Equipo            | País   | Año  |
| ----------------- | ------ | ---- |
| Santos (interino) | Brasil | 1978 |

## Palmarés

### Campeonatos regionales
| Título               | Equipo | País   | Año  |
| -------------------- | ------ | ------ | ---- |
| Campeonato Paulista  | Santos | Brasil | 1960 |
| Campeonato Paulista  | Santos | Brasil | 1961 |
| Campeonato Paulista  | Santos | Brasil | 1962 |
| Torneo Río-São Paulo | Santos | Brasil | 1963 |
| Campeonato Paulista  | Santos | Brasil | 1964 |
| Torneo Río-São Paulo | Santos | Brasil | 1964 |
| Campeonato Paulista  | Santos | Brasil | 1965 |
| Torneo Río-São Paulo | Santos | Brasil | 1966 |
| Campeonato Paulista  | Santos | Brasil | 1967 |

### Campeonatos nacionales
| Título      | Equipo | País   | Año  |
| ----------- | ------ | ------ | ---- |
| Taça Brasil | Santos | Brasil | 1961 |
| Taça Brasil | Santos | Brasil | 1962 |
| Taça Brasil | Santos | Brasil | 1963 |
| Taça Brasil | Santos | Brasil | 1964 |
| Taça Brasil | Santos | Brasil | 1965 |

### Copas internacionales
| Título                       | Equipo | Sede                     | Año  |
| ---------------------------- | ------ | ------------------------ | ---- |
| Copa Mundial de Fútbol       | Brasil | Chile                    | 1962 |
| Copa de Campeones de América | Santos | Buenos Aires (Argentina) | 1962 |
| Copa Intercontinental        | Santos | Lisboa (Portugal)        | 1962 |
| Copa de Campeones de América | Santos | Buenos Aires (Argentina) | 1963 |
| Copa Intercontinental        | Santos | Río de Janeiro (Brasil)  | 1963 |